# Francisco Vidal
Pour les articles homonymes, voir Vidal.
Francisco Javier Vidal Salinas, né le 20 septembre 1953 à Santiago du Chili, est un homme politique chilien, membre du Parti pour la démocratie. Ministre de la Défense (en) du gouvernement Bachelet de 2009 à mars 2010, il a aussi été Ministre de l'Intérieur (en) du 24 mai 2005 au 11 mars 2006, dans le même gouvernement, et auparavant deux fois ministre dans le gouvernement Lagos.

## Jeunesse et sous le régime Pinochet
Francisco Vidal est entré à l'âge de 16 ans à la Escuela Militar del Libertador Bernardo O'Higgins (es), une école d'officiers de l'armée chilienne, où il a rencontré deux futurs agents de la dictature, Armando Fernández Larios et Álvaro Corbalán. Il a ensuite étudié au lycée de Las Condes, où il est devenu « ami personnel » d'Andrés Allamand, l'un des fondateurs, en 1987, du parti Rénovation nationale (RN).
Encore lycéen, Vidal commença sa carrière politique à droite, étant membre du Parti national (PN) de 1971 à 1973. Pendant le gouvernement de l'Unité populaire d'Allende, il était membre du commando Rolando Matus, un groupe paramilitaire de la jeunesse du PN qui faisait le coup de poing contre la Brigade Ramona Parra du Parti communiste et la Brigada Elmo Catalán du Parti socialiste.
Il entra à l'université en 1974 où il effectua un virage à gauche important  et devint professeur d'histoire.
En 1987, alors que le régime Pinochet est de plus en plus contesté, il intègre le Parti pour la démocratie (PPD), qui regroupe sociaux-démocrates et libéraux opposés au général Pinochet.

## La transition démocratique
Lors de la transition démocratique, il est candidat à des élections municipales à Las Condes, en 1992, mais n'obtient que 6 % des voix. Candidat du Parti pour la démocratie, il arrive en effet non seulement après le vainqueur Joaquín Lavín (UDI, droite) mais aussi après deux candidats du parti de droite Rénovation nationale (RN) et le candidat centriste de la Démocratie chrétienne.
Il est néanmoins chargé de la campagne électorale de son parti, et assistant de campagne, en 1993, de María Antonieta Saa (es).
À partir de 1993, il occupe des fonctions universitaires importantes, tout en travaillant pour le Ministère de l'Éducation. Il est nommé directeur exécutif de la Fundación Chile 21 en 1994, un think-tank progressiste fondé par des membres de la Concertation, poste qu'il conserve jusqu'en 2000.
Après l'élection de Ricardo Lagos, il est nommé sous-secrétaire d’État au Développement régional et administratif du Ministère de l'Intérieur (mars 2000 - février 2003), poste qui lui permet de connaître de près le réseau municipal et administratif du pays. Il devient aussi porte-parole du gouvernement Lagos. Après la nomination de José Miguel Insulza au secrétariat général de l'OEA, en 2005, il le remplace en tant que Ministre de l'Intérieur.
Après l'élection de la socialiste Michelle Bachelet en 2006, il est nommé président du directoire de la Televisión Nacional de Chile, poste qu'il conserve jusqu'en décembre 2007, date à laquelle il redevient porte-parole du gouvernement, succédant à Ricardo Lagos Weber. Il quitte l'Intérieur pour la Défense le 12 mars 2009.